# Aristolochia gehrtii
Aristolochia gehrtii är en piprankeväxtart som beskrevs av Frederico Carlos Hoehne. Aristolochia gehrtii ingår i släktet piprankor, och familjen piprankeväxter. Inga underarter finns listade i Catalogue of Life.